# Andělská Hora ve Slezsku
Andělská Hora (deutsch  Engelsberg) ist eine Stadt im  Okres Bruntál (Bezirk Freudenthal) in der tschechischen Mährisch-Schlesischen Region (Moravskoslezský kraj).

## Geographische Lage

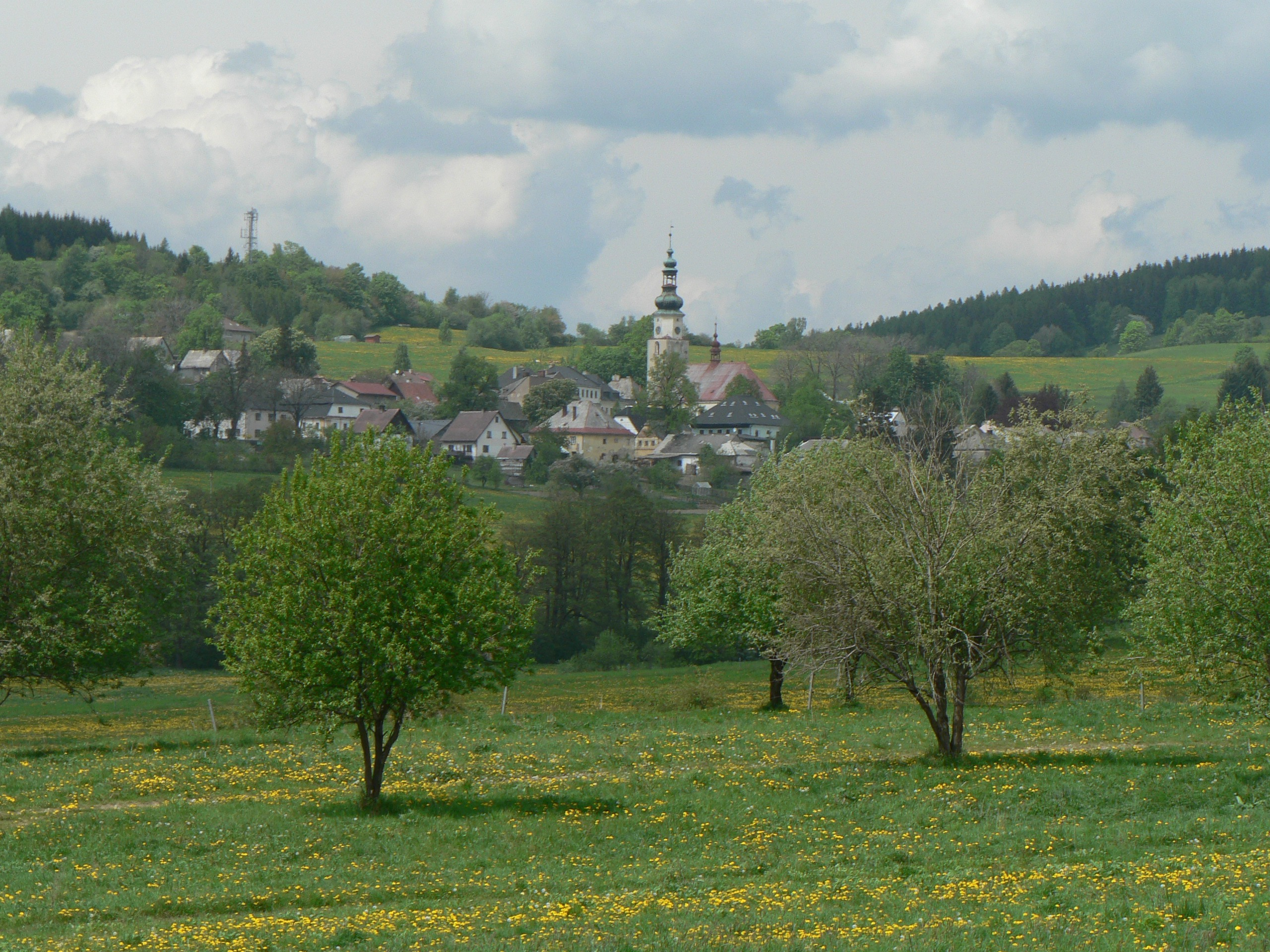
Stadtpanorama

Die Stadt liegt in den Sudeten, etwa acht Kilometer nordnordwestlich von Bruntál (Freudenthal).
Angrenzende Gemeinden sind Ludvíkov (Ludwigsthal) im Nordwesten, Vrbno pod Pradědem (Würbenthal) im Nordosten, und Světlá Hora (Lichtewerden) im Süden. Alle genannten Gemeinden gehören zum Okres Bruntál.

## Geschichte
Engelsberg wurde 1540 gegründet und 1553 als Bergstadt registriert. Johann d. Ä. von Würben und Freudenthal erteilte Engelsberg 1556 das Bergrecht. Nach dem Dreißigjährigen Krieg kam Engelsberg an den Deutschen Ritterorden, in dessen Besitz es bis 1939 blieb.
Durch das Münchner Abkommen wurde Engelsberg 1938  dem Deutschen Reich zugesprochen; bis 1945 gehörte die Stadt zum Landkreis Freudenthal im Regierungsbezirk Troppau im Reichsgau Sudetenland. Nach dem Zweiten Weltkrieg wurden die deutschen Bewohner enteignet und vertrieben.
Am 12. Juni 1960 wurden die Gemeinden Andělská Hora mit Pustá Rudná  und Světlá (Lichtewerden) zu einer Gemeinde Světlá Hora vereinigt, in der Světlá den Ortsteil Světlá Hora I und Andělská Hora den Ortsteil Světlá Hora II bildeten. Diese amtlichen Ortsteilnamen konnten sich bei der Bevölkerung nicht durchsetzen und wurden seit 1971 nicht mehr verwendet. Nach der Samtenen Revolution löste sich 1991 Andělská Hora und Pustá Rudná  wieder los und bildeten die Gemeinden Andělská Hora (Engelsberg). Im April 2008 erhielt Andělská Hora die Stadtrechte zurück.

## Demographie
| Jahr      | 1834 | 1869 | 1880 | 1890 | 1900 | 1910 | 1921 | 1930 | 1939 | 1947 | 1950 | 1961 | 1970 | 1980 | 1991 | 2001 | 2011 | 2021 |
| --------- | ---- | ---- | ---- | ---- | ---- | ---- | ---- | ---- | ---- | ---- | ---- | ---- | ---- | ---- | ---- | ---- | ---- | ---- |
| Einwohner | 1759 | 2270 | 2353 | 2270 | 2043 | 1789 | 1435 | 1417 | 1421 | 409  | 514  | 579  | 501  | 419  | 384  | 383  | 362  | 361  |

Im 19. Jahrhundert war das Dorf von deutschen, katholischen Einwohnern geprägt. 1910 gab es in Engelsberg 1.761 Katholiken, 22 Evangelische und sechs Israeliten.

## Gemeindegliederung
- Andělská Hora (Engelsberg)
- Pustá Rudná (Lauterseifen)

## Bauwerke

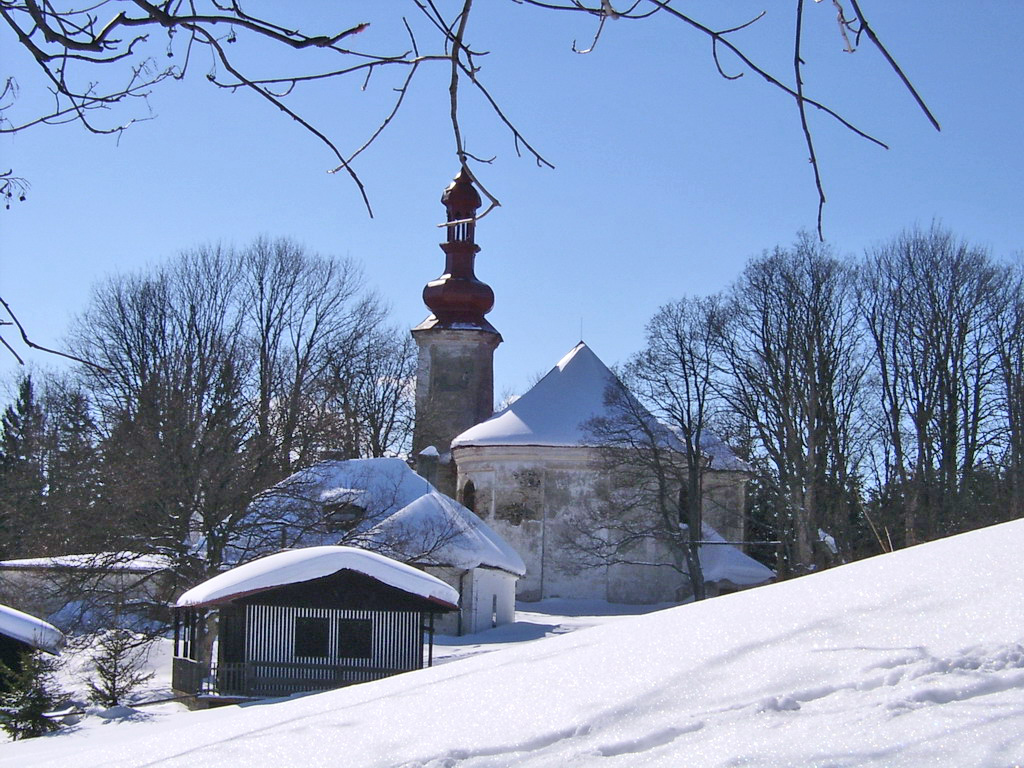
Gnadenkapelle auf dem Annaberg

- Die Pfarrkirche Mariä Geburt wurde 1672 errichtet und 1734 nach einem Brand wiederaufgebaut.
- Statue des Hl. Johannes Nepomuk von 1724.
- Empire-Kreuz aus Sandstein am Marktplatz von 1815
- Die Gnadenkapelle auf dem Annaberg wurde 1767 erbaut.

## Söhne und Töchter der Stadt
- Franz Karl Alter (1749–1804), Sprachwissenschaftler
- Albert Schindler (1805–1861), Biedermeiermaler und Kupferstecher
- Josef Partsch (1813–1886), Krippenschnitzer
- Eduard Schön (1825–1879), Komponist
- Moritz Jursitzky (1861–1936), schlesischer Volksschriftsteller
- Adolf Burgert, (1888–1952), deutscher Gewerkschafter und Politiker
- Monika Pauderer (* 1940), deutsche Schriftstellerin